# Аленкар, Жозе
Жозе́ Аленка́р Го́мис да Си́лва (порт. José Alencar Gomes da Silva; 17 октября 1931, Муриаэ, Минас-Жерайс — 29 марта 2011, Сан-Паулу) — бразильский предприниматель, крупный текстильный магнат, вице-президент Бразилии с 2003 по 2011 год.

## Биография
Сколотив состояние в лёгкой промышленности, в 1994 году занялся политикой и выдвигал свою кандидатуру на пост губернатора Минас-Жерайса. Аленкар занял должность вице-президента благодаря победившему на президентских выборах 2002 года Луису Инасиу да Силве (Луле) — левый кандидат, выходец из рабочей профсоюзной среды решил пригласить в напарники представителя крупного бизнеса. В 2004 году по предложению Лулы также занял пост министра обороны, который занимал до 2006 года. Был почётным председателем Либеральной партии, затем состоял в Бразильской республиканской партии.
На выборах 2006 года Силва и Аленкар были переизбраны. Аленкар являлся действующим вице-президентом Бразилии и исполняющим обязанности главы государства в его отсутствие. Нередко выступал против курса собственного правительства, поскольку, хотя поддерживал программы социальной защиты, отстаивал сокращение налогообложения. Покинул пост с окончанием срока полномочий президента, уже будучи тяжело больным раком (впервые рак желудка и почки у него диагностировали ещё в 1997 году).
Умер 29 марта 2011 года от рака желудка.